# Droga nr 6667 (Izrael)
Droga lokalna nr 6667 (hebr. 6667 כביש) – jest drogą lokalną położoną w Dolnej Galilei, na północy Izraela. Biegnie ona z miasta Bet Sze’an do drogi nr 669, która pełni funkcję południowo-zachodniej obwodnicy miasta. Droga umożliwia również dotarcie z Bet Sze’an do wiosek rolniczych położonych w tej części Doliny Bet Sze’an.

## Przebieg
Droga nr 6667 przebiega przez Samorząd Regionu Emek ha-Majanot w Poddystrykcie Jezreel Dystryktu Północnego Izraela. Biegnie równoleżnikowo ze wschodu na zachód, od miasta Bet Sze’an do drogi nr 669, która pełni funkcję południowo-zachodniej obwodnicy miasta.

### Bet Sze’an
Swój początek bierze w mieście Bet Sze’an na skrzyżowaniu z drogą nr 90. Jadąc drogą nr 90 na północ dojeżdża się do ronda z drogą nr 7079 prowadzącą na wschód do wschodniej strefy przemysłowej i drogi nr 71, lub na południe do kibucu En ha-Naciw i skrzyżowania z drogą nr 669 na południe od Bet Sze’an. Natomiast droga nr 6667 biegnie na zachód jako ulica Saul ha-Melech. Mija seraj w Bet Sze’an, park miejski Gan ha-Acmaut oraz starożytny amfiteatr. Mijając kolejne skrzyżowania dociera się po około pięciuset metrach do skrzyżowania prowadzącego na północ do Parku Narodowego Bet Sze’an. Następnie droga nr 6667 mija park ha-Tajelet i dociera do skrzyżowania z drogą nr 7078, która prowadzi na północ do północnej strefy przemysłowej i drogi nr 71 pełniącej funkcję północnej obwodnicy Bet Sze’an. Droga nr 6667 prowadzi stąd ulicą Icchaka Szemesz na południowy zachód. Mija się remizę straży pożarnej oraz stację ratunkową, po czym dojeżdża do granic miasta.

### Dolina Bet Sze’an
Droga nr 6667 wyjeżdża z Bet Sze’an w kierunku zachodnim, kierując się w kierunku widniejących w oddali wzgórz Gilboa. Mija się tutaj położone po obu stronach drogi plantacje palm. Po niecałym kilometrze dociera się do położonego na południe od drogi kibucu Mesillot. Po stronie północnej mija się natomiast stawy hodowlane. Kilometr dalej dojeżdża się do skrzyżowania z drogą nr 669, która pełni funkcję południowo-zachodniej obwodnicy miasta. Jadąc nią na północ można dojechać do kibucu Nir Dawid, lub na południowy wschód do kibucu Reszafim.